# Асаф Авідан
Асаф Авідан (івр. אסף אבידן; нар. 23 березня 1980, Єрусалим, Ізраїль) — ізраїльський музикант, автор та виконавець пісень, колишній учасник і лідер гурту Asaf Avidan & the Mojos (2006—2011).

## Дитинство та юність
Народився в сім'ї дипломатів. Батьки працювали в міністерстві закордонних справ Ізраїлю. Перші чотири роки життя провів на Ямайці.
Після служби в армії, почав вивчати анімацію в Академії мистецтв і дизайну «Бецалель». Під час дипломної роботи створив короткометражний анімаційний фільм «Знайди любов зараз», який переміг у своїй категорії на Міжнародному кінофестивалі в Хайфі.
Після закінчення університету він переїхав до Тель-Авіва, де працював аніматором, поки не розлучився зі своєю дівчиною 2005 р. Через розрив повернувся в рідне місто, кинув роботу та зосередився на музиці,  [Архівовано 24 квітня 2021 у Wayback Machine.] яка спочатку була для нього інструментом для самоаналізу та методом боротьби з депресією. [Архівовано 24 квітня 2021 у Wayback Machine.]

## Дискографія

### Разом із гуртом Asaf Avidan & The Mojos
- The Reckoning (2008)
- Poor Boy/Lucky Man (2009)
- Through the Gale (2010)

### Сольні альбоми
- Different Pulses (2013)
- Gold Shadow (2015)
- The Study on Falling (2017)
- Anagnorisis (2020)